# Aqueduc d'Amoreira
L' aqueduc d'Amoreira est situé dans la freguesia de São Brás e São Lourenço (pt), municipalité d'Elvas, district de Portalegre, au Portugal,.
L'aqueduc relie la ville d'Amoreira à celle d'Elvas. Long de 8,5 km, avec 843 arches et piliers superposés culminant à 31 m, il est considéré comme le plus grand aqueduc de la péninsule Ibérique. Il fait partie du complexe Ville frontalière de garnison d'Elvas et ses fortifications, qui a été déclaré site du patrimoine mondial par l'UNESCO en 2012.
Il est classé Monument national depuis 1910

## Historique
Depuis l'occupation musulmane, la ville d'Elvas était approvisionnée en eau par le puits d'Alcalá, situé près de l'ancien palais épiscopal. Cependant, à partir du XVe siècle, en raison de la croissance démographique, le puits devint insuffisant pour approvisionner la ville en eau.
Au début du règne de Manuel Ier de Portugal, il autorisa la levée d'un impôt, le real de agua (taxe royale sur l'eau), afin de réaliser des travaux de conservation du puits médiéval. Ces travaux ne résolvant pas les problèmes d'approvisionnement existants, le conseil local envisagea la construction d'un aqueduc pour acheminer l'eau de la périphérie, à Amoreira, jusqu'au centre-ville.

### Construction
En 1537, Jean III de Portugal chargea l'architecte Francisco de Arruda, alors maître d'œuvre de l'Alentejo et concepteur de l'aqueduc de l'Agua de Prata à Évora, de concevoir le nouvel aqueduc d'Elvas. La construction débuta la même année et se poursuivit jusqu'en 1542, date à laquelle le canal atteignit le couvent de São Francisco. La partie la plus complexe du projet suivit, car les arches de l'aqueduc allaient s'agrandir après les six premiers kilomètres de construction. Le projet devint de plus en plus coûteux, malgré l'augmentation des impôts prélevés sur les habitants de la ville pour sa construction au fil des ans.

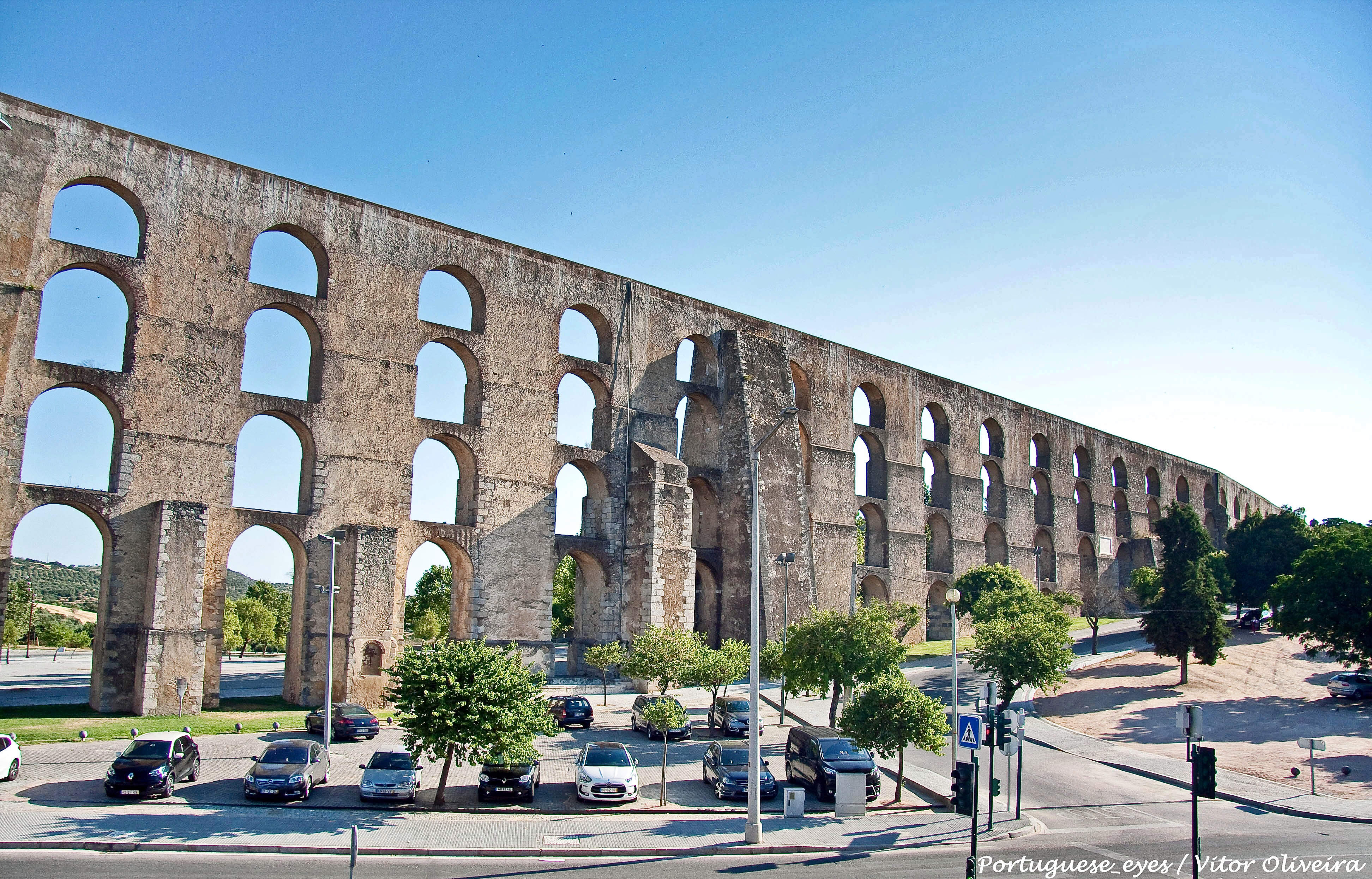

En 1547, les travaux furent suspendus par manque de fonds et ne reprirent qu'en 1571. Cette deuxième campagne de travaux, dirigée par l'ingénieur Afonso Álvares, se poursuivit jusqu'en 1580 , lorsque l'accession au trône de Philippe II de Portugal provoqua une nouvelle interruption des travaux.
La construction reprit au début du XVIIe siècle et, vers 1610, il fut décidé que la conception de l'aqueduc devait être modifiée, augmentant sa hauteur pour permettre à l'eau d'atteindre le Largo da Misericórdia. Cette décision retarda encore l'achèvement, en raison non seulement de difficultés techniques pratiques, mais aussi de l'augmentation des coûts du projet. Finalement, en 1620, les premières eaux coulèrent par l'aqueduc à l'intérieur des remparts de la ville, puis alimentèrent une fontaine provisoire construite à côté de l'ancienne église de la Madalena.
En 1622, la Fonte da Misericórdia, œuvre de Diogo Marques Lucas (pt), fut achevée, complétant ainsi le tracé des galeries de l'aqueduc, devenant l'un des points centraux de la ville.

### Guerre de restauration
Pendant la guerre de Restauration, la défense d'Elvas, ville frontalière d'une importance stratégique capitale, devint impérative, et l'emplacement de l'aqueduc fit obstacle à la construction d'un nouveau système de fortifications. Les ingénieurs militaires envisagèrent donc de démolir l'aqueduc, proposition approuvée par Jean IV de Portugal. Les habitants s'y opposèrent, et le comte de São Lourenço, gouverneur de la forteresse d'Elvas, demanda à la Couronne d'annuler la démolition.
Pour surmonter les difficultés d'approvisionnement de la ville pendant la guerre, on construisit dans les années 1650 une citerne conçue par l'ingénieur Nicolas de Langres, selon un modèle voûté et à l'épreuve des bombes, reliée à l'aqueduc par une conduite souterraine.

### Actuellement

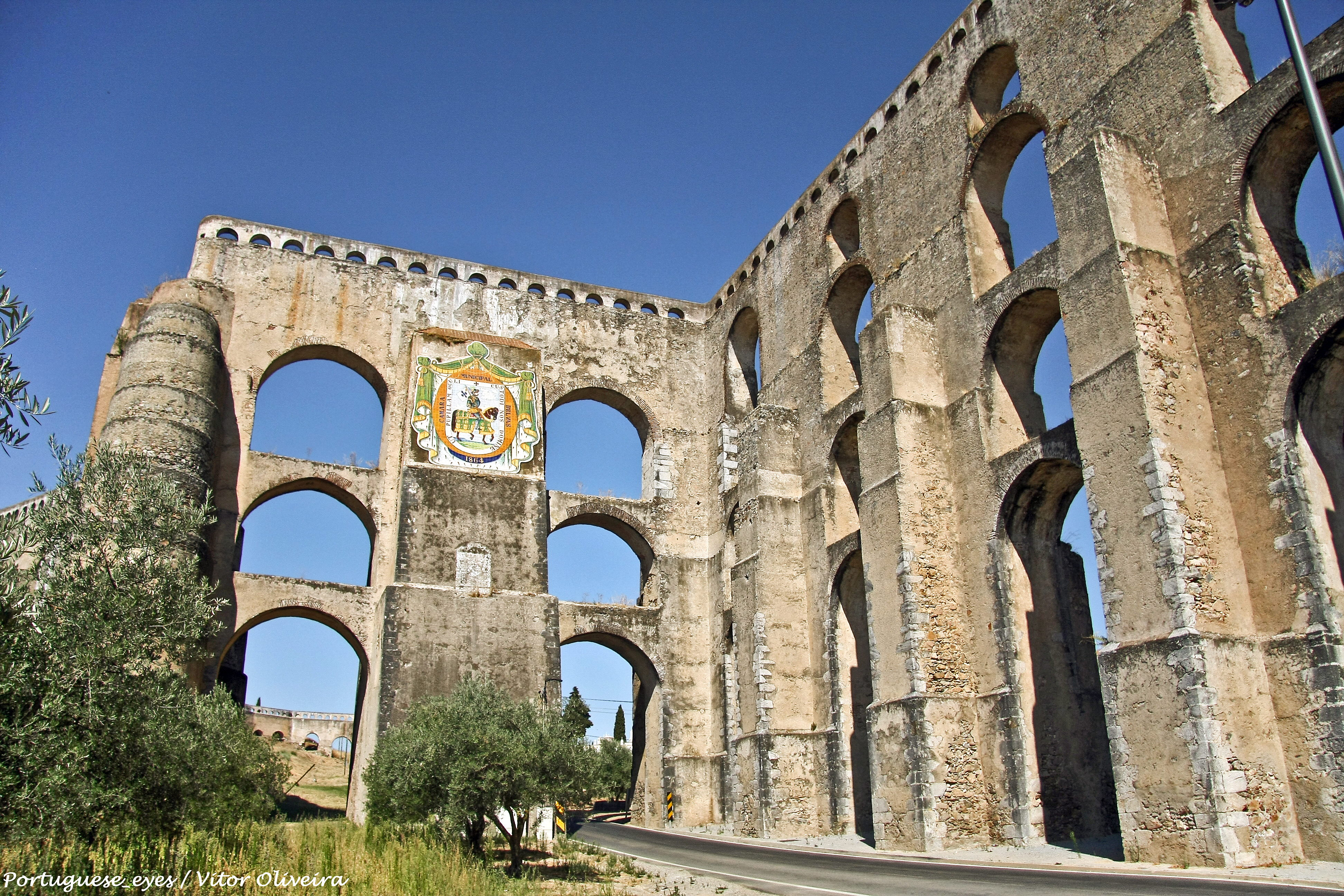

Dans la seconde moitié du XXe siècle, certaines arches de la zone la plus haute ont été détruites et réparées en utilisant les techniques disponibles à l'époque.
La mairie d'Elvas a décidé d'entreprendre des travaux de restauration et de conservation de l'aqueduc. Compte tenu de la splendeur et du coût de l'ouvrage, le projet sera réalisé en plusieurs phases, chacune comprenant plusieurs sections, le projet étant divisé en 21 sections. La première phase de restauration, couvrant un total de 270 m, a eu lieu entre 2020 et 2023, sur la partie principale de l'aqueduc, à 31 m au-dessus du niveau de la mer. 
En 2024, la mairie d'Elvas a lancé un appel d'offres pour la deuxième phase de restauration de l'aqueduc. Cette deuxième phase de rénovation se déroulera entre 2025 et 2026 et coûtera environ 1,5 million d'euros.

## Caractéristiques
L'aqueduc, qui s'étend sur une longueur d'environ huit kilomètres, comprend une série de plusieurs galeries, initialement souterraines, et au niveau du sol, formées de quatre arcades superposées, soutenues par des piliers quadrangulaires et renforcées par des contreforts semi-circulaires, totalisant une hauteur de trente et un mètres.

## Galerie

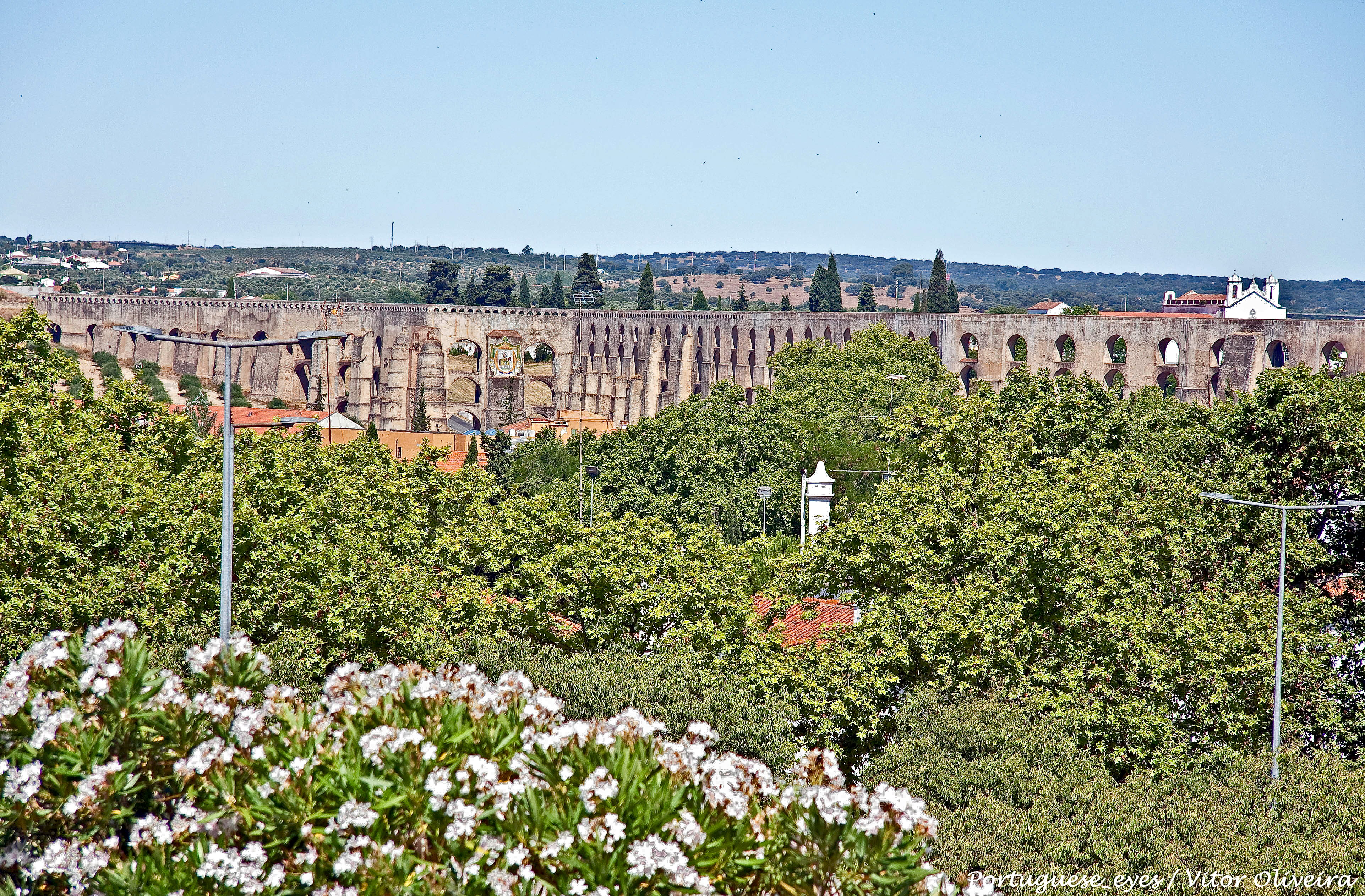
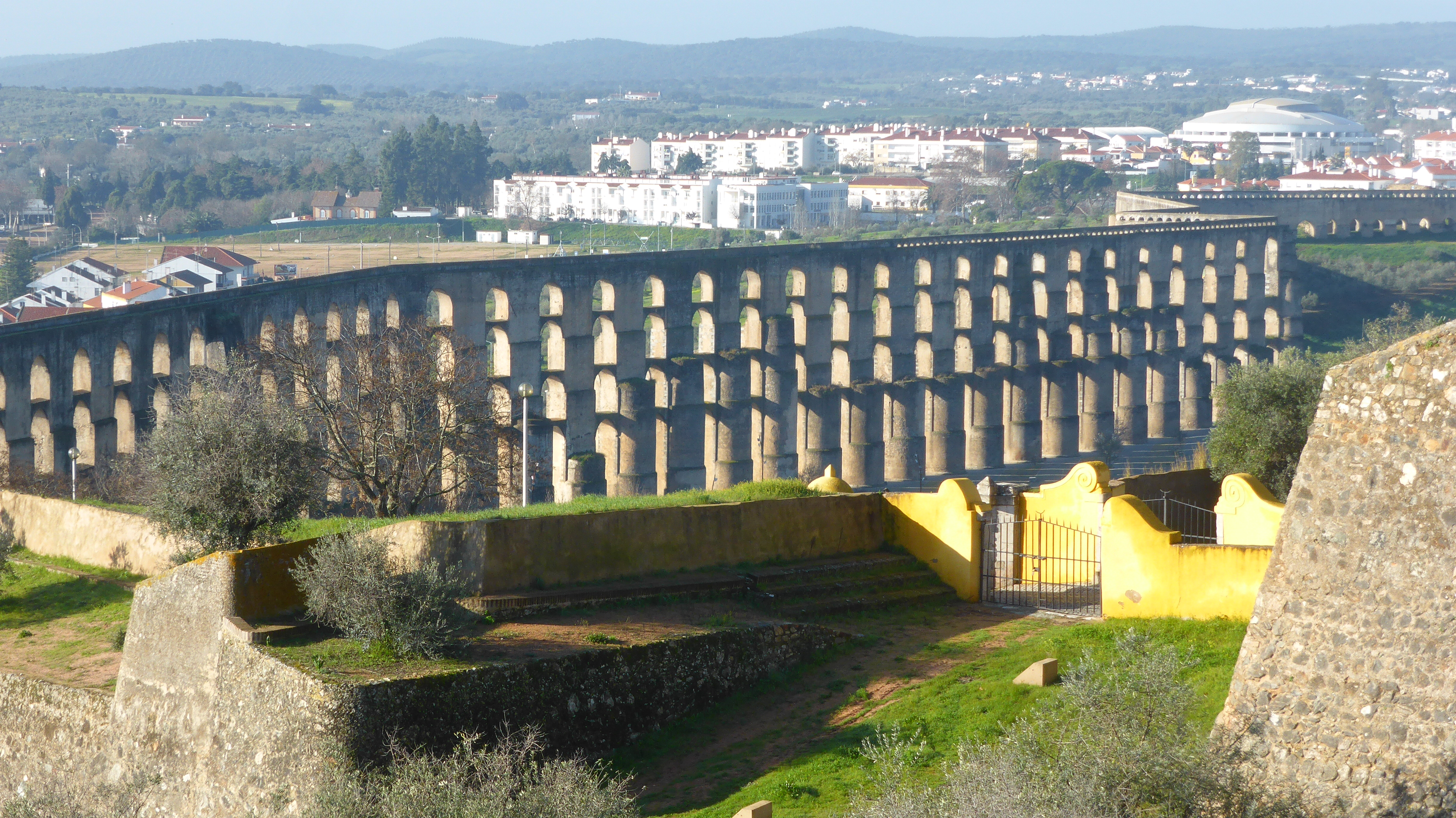